# Helena van Zweden
Helena van Zweden (circa 1130 - na 1157) was van 1156 tot 1157 koningin-gemalin van Denemarken.

## Levensloop
Helena was een dochter van koning Sverker I van Zweden uit diens eerste huwelijk met Ulvhild Haakansdotter, weduwe van koning Inge II van Zweden en koning Niels van Denemarken.
Tussen 1146 en 1157 werd Denemarken geregeerd door twee rivaliserende koningen: Knoet V en Sven III. In 1154 sloot Knoet een bondgenootschap met zijn bloedverwant Waldemar, de latere koning Waldemar I van Denemarken, en zocht hij steun bij zijn stiefvader Sverker I. Tijdens zijn verblijf in Zweden werd Knoet verloofd met Sverkers dochter Helena en werd Waldemar uitgehuwelijkt aan Sverkers stiefdochter Sophia van Minsk.
Eind 1156 reisde Knoet V opnieuw naar Zweden om Helena's moeder te condoleren na de moord op koning Sverker. Tezelfdertijd ging hij zijn bruid ophalen en keerde hij met haar terug naar Denemarken, waar Helena korte tijd de functie van koningin bekleedde. In 1157 werden Knoet en zijn bondgenoot Waldemar door hun rivaal Sven uitgenodigd op een zogenaamd verzoeningsfeest in Roskilde. Het bleek echter een valstrik: tijdens het feest werden beide heren aangevallen door aanhangers van Sven. Knoet werd vermoord, terwijl Waldemar kon ontkomen. Sven III werd later dat jaar ook vermoord, waarna Waldemar de Deense troon besteeg.
Vermoedelijk keerde Helena na het incident in Roskilde terug naar Zweden. Ze zou land in de parochie Slaka gedoneerd hebben aan de Abdij van Vreta en trad vervolgens als zuster in deze abdij. Over haar verdere lot is niets bekend.